# Carl Frosch
Carl John Frosch (* 6. September 1908; † 18. Mai 1984) war ein US-amerikanischer Chemiker, der an den Bell Laboratories 1955 mit seinem Techniker Lincoln J. Derick (genannt Link Derick) die Siliziumdioxid-Maskierung von Silizium-Halbleitern erfand, ein wichtiger Teil der Planartechnik zur Herstellung von integrierten Schaltungen (siehe auch thermische Oxidation von Silizium).

## Leben
Frosch stammte aus Ilion (New York) und studierte am Union College, an dem er 1929 Sigma-Xi-Mitglied wurde.
Frosch arbeitete als Prozesschemiker in der Gruppe von John Lewis Moll über Diffusion von Verunreinigung in Halbleitern. Die Entdeckung der Bedeutung der Oxid-Maskierung bei Silizium geschah zunächst durch einen Laborunfall. Damals vermied man das Arbeiten mit Silizium unter Sauerstoff (und experimentierte stattdessen unter Wasserstoffgas oder Vakuumbedingungen), da man befürchtete, es würde einfach Verbrennen. Frosch und Derick erkannten, dass die Oxidschicht nicht nur das empfindliche Silizium schützte, sondern auch selektiv einige Dotierungsstoffe durchließ (wie Gallium), andere nicht (wie Bor, Phosphor). Die Silizium-Wafer konnten so selektiv dotiert werden. Ihre Entdeckung verbreiteten sie im Juni 1955 in einem Memorandum in den Bell Labs.
Frosch und Derick zeigten auch, wie man durch schmale Löcher in der Oxidschicht das darunterliegende Silizium mit Minoritätsladungsträgern dotieren konnte. 1957 veröffentlichten Frosch und Derick ihre Entdeckung Verschiedene Verbesserungen wurden bald darauf von Jean Hoerni durchgeführt, unter anderem erkannte er auch die Wichtigkeit, dass die Oxidschicht den empfindlichen pn-Übergang schützen konnte, wenn die Dotierungsschicht sich seitlich unter die Oxidabdeckung ausbreitete. Hoerni war bei Fairchild Semiconductor und bekam das Memorandum von Frosch und Derick über Wissenschaftler bei Shockley Semiconductor Laboratory (ein Preprint des Artikels von Frosch und Derick ließ Shockley im Dezember 1956 in seiner Firma zirkulieren).
Zuletzt wohnte er in Summit, New Jersey. Sein Sohn Peter Frosch (1937–2011) war Chemieprofessor in Berkeley und am Union College. Frosch liegt auf dem Briggs Cemetery in Ballston Spa, Saratoga County (New York), begraben.